# ウィリアム・ファリシュ

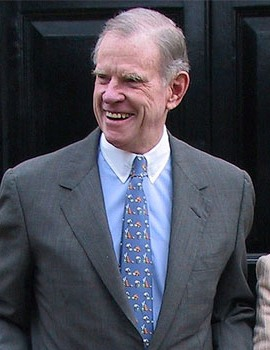
ウィリアム・ファリシュ

ウィリアム・スタンプス・ファリッシュ（William Stamps Farish、1939年3月17日 - ）はテキサス州ヒューストン出身のレーンズエンドファームを経営する競走馬生産者である。ウィリアム・ファリシュ3世と表記されることもある。2001年8月1日から2004年6月11日まで在イギリスアメリカ合衆国大使を務めた。そのためイギリスの調教師との繋がりがあり、マインシャフトなど自身の生産馬をイギリスで走らすこともある。他にもエリザベス2世女王との交流があり、エリザベス2世女王が渡米した際にはレーンズエンドファームに滞在したことがあった。馬主としてレーンズエンドファーム名義と別に競走馬の所有もしている。

## 主な生産馬
- A.P. Indy / エーピーインディ（1991年ハリウッドフューチュリティ、1992年サンタアニタダービー、ベルモントステークス、BCクラシック）
- Lemon Drop Kid / レモンドロップキッド（フューチュリティステークスなどGI競走5勝）
- Mineshaft / マインシャフト（ピムリコスペシャルハンデキャップなどGI競走4勝）
- Law Society / ローソサイエティ（1984年アイリッシュダービー）

## 主な所有馬
- Student Council / スチューデントカウンシル（後にレーンズエンドファーム名義となる）

| 外交職                    | 外交職                                                            | 外交職                |
| ------------------------- | ----------------------------------------------------------------- | --------------------- |
| 先代 フィリップ・レイダー | 在イギリスアメリカ合衆国特命全権大使 2001年8月1日 - 2004年6月11日 | 次代 ロバート・タトル |